# The Attractions
The Attractions fue una banda inglesa de apoyo al músico inglés Elvis Costello. Le acompañaron en sus actuaciones y en sus grabaciones discográficas entre 1978 y 1986, y nuevamente entre 1994 y 1996. La agrupación la formaba Steve Nieve (teclados y ukelele), Bruce Thomas (bajo) y Pete Thomas (batería). Publicaron, asimismo, un álbum (y dos sencillos relacionados) en 1980 como una entidad independiente de Costello.

## Historia
Como banda de respaldo para My Aim Is True —su álbum de debut de 1977— Costello había utilizado a una banda estadounidense llamada Clover. Ese mismo año, Costello formó su propia banda permanente de apoyo, the Attractions, compuesta por Steve Nieve (nacido en Londres como Steve Nason; teclados y ukelele), Bruce Thomas (nacido en Stockton-on-Tees; bajo), y Pete Thomas (nacido en Sheffield; batería). Los dos con el mismo apellido de Thomas no estaban relacionados entre sí.
Bruce Thomas era el que tenía mayor edad en el grupo (29 años cuando se unió a la banda) y el que más experiencia profesional había acumulado, antes de que pasara a formar parte de los Attractions. Anteriormente había sido miembro de la banda local Quiver, que había lanzado dos álbumes en 1971-72, además de haber funcionado como banda de acompañamiento de varios álbumes de The Sutherland Brothers. Estos álbumes fueron acreditados de manera bastante torpe a «The Sutherland Brothers and Quiver»; Thomas había participado en las primeras grabaciones acreditadas a este grupo, incluido en el pequeño éxito estadounidense de «(I Don't Want to Love You But) You Got Me Anyway», que alcanzó el número 48 en 1973. Dejó el grupo antes de que éste tuviera su mayor éxito en 1976, «Arms of Mary», un exitoso número 5 en el Reino Unido y un número 1 en algunos países europeos. Thomas también fue miembro de Moonrider para su único álbum de 1975, y grabó como músico de sesión para Al Stewart desde principios a mediados de los años 1970.
Pete Thomas, nacido en el mismo mes que Costello, había grabado previamente un álbum como miembro de los londinenses Chilli Willi and the Red Hot Peppers.
Solo Nason, con entrenamiento clásico de música, no había grabado o tocado con una banda de rock previamente. Unido al grupo con apenas 19 años, Nason se ganó el nombre artístico de Steve Nieve (pronunciado como naive; en español, ingenuo) durante una actuación de Elvis Costello y The Attractions en una serie de conciertos con Ian Dury, antes de que la banda grabara su primer sencillo, cuando le preguntó inocentemente a éste qué era una groupie. Dury inmediatamente le apodó Steve Naive, y así se le llegó a quedar el nombre (aunque con la ortografía alterada).
Elvis Costello y The Attractions tocaron conciertos en vivo tan tempranamente como en el verano de 1977, y un par de estas canciones en vivo fueron añadidas al lado B del sencillo en solitario de Costello «Watching the Detectives», publicado en octubre de 1977. La banda al completo hizo su debut en un estudio de grabación con el sencillo de marzo de 1978 «(I Don't Want to Go to) Chelsea». A partir de entonces, los Attractions acompañaron a Costello en todos sus álbumes y sencillos hasta 1984, a excepción de «New Amsterdam» (1980), un sencillo grabado y acreditado solo a Costello.
En 1980, los Attractions grabaron un álbum propio titulado Mad About the Wrong Boy. El álbum presentó composiciones originales de los tres miembros del grupo, y fue producido por Roger Bechirian. Steve Nieve escribió la música para varias de las canciones bajo el pseudónimo de Norman Brain, y su entonces novia Fay Hart le proporcionó a estas canciones la letra, lo que conllevó a que se acreditaran conjuntamente a la pareja Brain/Hart. La compuesta por Brain/Hart de «Single Girl» fue lanzada como el primer sencillo del álbum, seguida por la compuesta por Nieve «Arms Race» como segundo sencillo del álbum. Ninguno de ellos logró subir a las listas musicales.
Debido a su uso frecuente de pseudónimos y sus asociaciones con Bechirian, se rumoreaba —erróneamente— que los Attractions fueran los que estuviesen realmente detrás del grupo Blanket of Secrecy (BoS), un trío de synthpop reconocido en su momento solo por los pseudónimos Tinker, Tailor y Soldier. Su único álbum, titulado Ears Have Walls, fue producido por Bechirian y publicado en 1982.
El guitarrista Martin Belmont fue admitido brevemente en la alineación en vivo de los Attractions en 1981, pero nunca se registró como miembro oficial de la banda. Sin embargo, hizo una aparición especial en el sencillo de Elvis Costello y The Attractions «From a Whisper to a Scream», de 1981, que también se había incluido en el álbum Trust.
Los álbumes de Elvis Costello y The Attractions aparecieron regularmente hasta 1984. En el Goodbye Cruel World de ese año y su gira asociada, el teclista de los Attractions fue presentado como Maurice Worm, otro pseudónimo para Nason/Nieve.
A principios de 1986, Costello lanzó King of America, acreditado a The Costello Show y realizado en gran medida sin los Attractions. Estos participaron solo en una de sus pistas, así como en «Baby's Got a Brand New Hairdo», un lado B de sencillo cuya canción se había acreditado a The Costello Show Featuring The Attractions.
Más tarde en ese mismo año, Costello se reunió con los Attractions para grabar el álbum Blood & Chocolate. Sería el último lanzamiento con los Attractions por varios años. La creciente antipatía entre Costello y Bruce Thomas contribuyó a la primera separación de los Attractions en 1986, y la brecha se vio exacerbada por lo que Costello consideró un retrato suyo poco halagüeño en el libro de Thomas The Big Wheel, de 1990. A pesar de esto, el grupo original se reunió para varios temas en el álbum de Costello Brutal Youth, de 1994, y estuvieron de gira juntos durante los siguientes dos años. Grabaron un álbum más como grupo (All This Useless Beauty, de 1996) pero se separaron definitivamente en 1996.
Nieve y Pete Thomas siguieron acompañando a Costello en las diferentes alineaciones que tuvieron las giras y grabaciones del cantante, con lo que se convirtieron en miembros de su grupo de apoyo The Imposters. La separación entre Costello y Bruce Thomas fue, sin embargo, aparentemente definitiva. Bruce Thomas hizo una breve aparición con sus excompañeros de banda cuando el grupo fue incluido en el Salón de la Fama del Rock and Roll en 2003, pero cuando le preguntaron a Costello por qué Thomas no actuó con ellos en el evento, respondió: «Solo trabajo con músicos profesionales».

## Discografía
Álbumes:
- Mad About the Wrong Boy (1980)

Sencillos:
- «Single Girl» / «Slow Patience» (1980)
- «Arms Race» / «Lonesome Little Town» (1980)